# Sacramento Mountain Lions
I Sacramento Mountain Lions furono una franchigia professionistica di football americano con sede a Sacramento, California, che giocava nella United Football League. La squadra era allenata da Turk Schonert.

## Storia
La franchigia ebbe origine dai California Redwoods, che disputavano le loro partite casalinghe a San Francisco e San Jose prima di trasferirsi a Sacramento nel 2010. I Redwoods terminarono la loro prima e unica stagione nel 2009 con un bilancio di 2 vittorie e 4 sconfitte. L'anno successivo a Sacramento, il bilancio migliorò a 4 vittorie e 4 sconfitte. Nella stagione 2011, i Mountain Lions persero le prime tre partite per poi vincere le ultime due, senza riuscire a qualificarsi per i playoff.
Nel 2012 avrebbe dovuto svolgersi la quarta stagione della lega, con quattro squadre all'inizio del campionato previsto per il 26 settembre 2012. La lega cessò le operazioni il 20 ottobre 2012, dopo quattro settimane, a causa di gravi problemi finanziari e di scarsa presenza di pubblico.